# Sportjahr 1925
Liste der Sportjahre

◄◄ | ◄ | 1921 | 1922 | 1923 | 1924 | Sportjahr 1925 | 1926 | 1927 | 1928 | 1929 | ► | ►►

Weitere Ereignisse

## Ereignisse

### Alpinismus

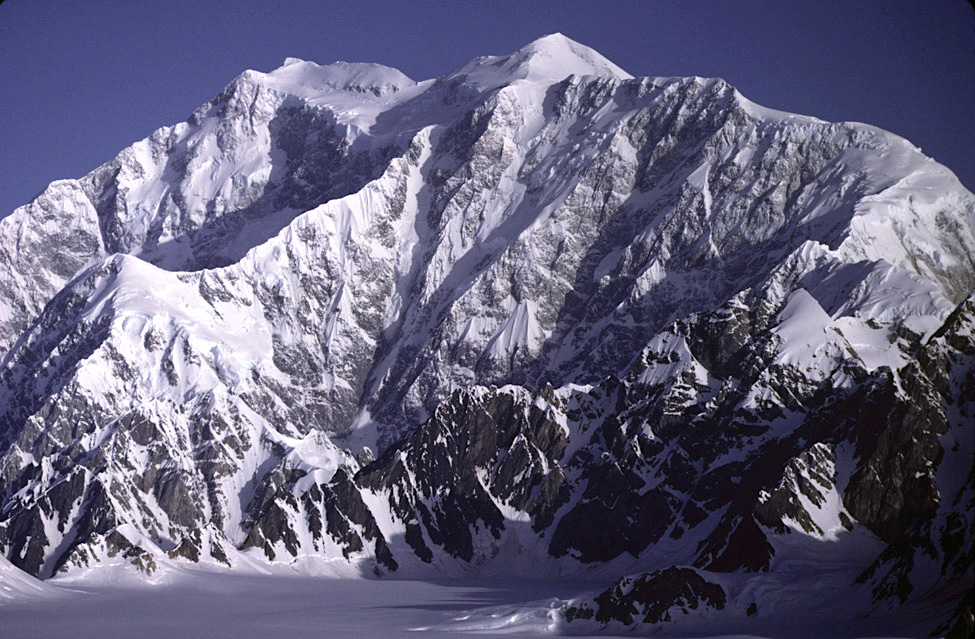
Mount Logan von Südosten

- 23. Juni: Einem sechsköpfigen Team unter der Leitung von Albert MacCarthy gelingt die Erstbesteigung des Mount Logan, mit 5.959 m Kanadas höchstem Berg. Die weiteren Teilnehmer der Expedition sind Fred Lambart, Andrew Taylor, Allen Carpé, William Wasbrough Foster und Norman Read.
- 18. August: Eleonore Noll-Hasenclever, die als die erfolgreichste Bergsteigerin ihrer Zeit gilt, kommt beim Abstieg vom Bishorn in den Walliser Alpen ums Leben, als sie von einer Lawine erfasst wird.

### Badminton
Höhepunkte des Badmintonjahres 1925 waren die All England, die Irish Open und die Scottish Open.

### Internationale Veranstaltungen
| Veranstaltung | Herreneinzel       | Dameneinzel      | Herrendoppel                       | Damendoppel                           | Mixed                          |
| ------------- | ------------------ | ---------------- | ---------------------------------- | ------------------------------------- | ------------------------------ |
| All England   | Frank Devlin       | Margaret Stocks  | Herbert Uber Arthur Kenneth Jones  | Margaret Rivers Tragett Hazel Hogarth | Frank Devlin Kitty McKane      |
| Irish Open    | G. S. B. Mack      | Margaret Tragett | G. S. B. Mack R. A. J. Goff        | A. M. Head M. Homan                   | G. S. B. Mack Margaret Tragett |
| Scottish Open | George Alan Thomas | Margaret Tragett | George Alan Thomas Herbert S. Uber | Margaret Tragett Marjorie Barrett     | Herbert S. Uber Marian Horsley |

- Vierte Austragung der kanadischen Badmintonmeisterschaften

### Boxen
- 5.–7. Mai: Die Boxeuropameisterschaften 1925 in Stockholm sind die ersten kontinentalen Titelkämpfen der Amateurboxer. Acht Titel werden vergeben.
- 11. September: Hans Breitensträter schlägt im Kampf um die Deutsche Box-Meisterschaft im Schwergewicht den Titelverteidiger Paul Samson-Körner eindeutig nach Punkten.

### Fußball
- 7. Juni: Der 1. FC Nürnberg gewinnt im neu errichteten Frankfurter Waldstadion (s. u.) das Endspiel der reformierten Deutschen Fußballmeisterschaft 1924/25 gegen den FSV Frankfurt.
- 1. November: Bernhard Ernst kommentiert die erste Liveübertragung eines Fußballspiels im deutschen Hörfunk. Auf dem Platz spielen Preußen Münster und Arminia Bielefeld.
- 29. November–25. Dezember: Argentinien gewinnt den Campeonato Sudamericano 1925 im eigenen Land. Nur drei Nationalmannschaften nehmen an der Meisterschaft teil.

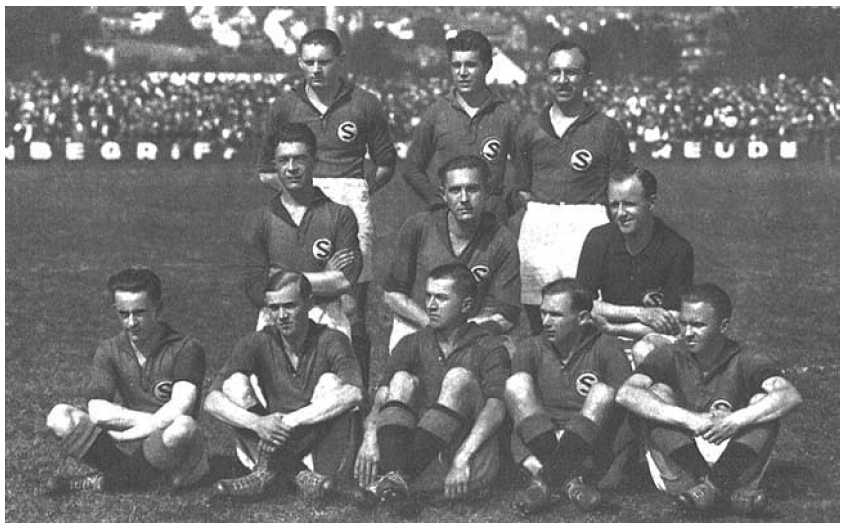
Meisterteam Servette FC 1924/25

- Servette Genf wird bei der Schweizer Fussballmeisterschaft 1924/25 bereits zum vierten Mal Meister.
- Die Federación Boliviana de Fútbol wird gegründet.

### Leichtathletik
- 31. Dezember: In São Paulo wird auf Initiative von Cásper Líbero erstmals der internationale Silvesterlauf Corrida Internacional de São Silvestre ausgetragen. Anfangs dürfen an dem Lauf nur männliche Einwohner von São Paulo teilnehmen, allerdings unabhängig von ihrer Nationalität.

#### Leichtathletik-Weltrekorde

##### Langstreckenlauf
- 12. Oktober: Albert Michelsen, USA, läuft den Marathon der Männer in 2:29:02 h.

##### Hürdenlauf
- 4. Juni: Sten Pettersson, Schweden, läuft die 400 Meter Hürden der Männer in 53,8 s.

##### Wurfdisziplinen
- 27. Mai: Jonni Myyrä, Finnland, erreicht im Speerwurf der Männer 68,55 m, der Wurf wird wegen des Schaukampfcharakters der Veranstaltung aber nicht als offizieller Weltrekord anerkannt.
- 10. Juni: Halina Konopacka, Polen, erreicht im Diskuswurf der Frauen 31,23 m.
- 20. Juni: Gunnar Lindström, Schweden, erreicht im Speerwurf der Männer 67,31 m.
- 12. Juli: Glenn Hartranft, USA, erreicht im Diskuswurf der Männer 47,89 m.

##### Sprungdisziplinen
- 13. Juli: Will de Kart Hubbard, USA, erreicht im Weitsprung der Männer 7,89 m.
- 12. September: Charles Hoff, Norwegen, erreicht im Stabhochsprung der Männer 4,23 m.
- 27. September: Charles Hoff, Norwegen, springt im Stabhochsprung der Männer 4,25 m.

### Motorsport

#### Motorradsport

##### Motorrad-Europameisterschaft
- Bei der im italienischen Monza ausgetragenen Motorrad-Europameisterschaft gewinnt der Einheimische Mario Vaga auf Maffeis-Blackburne vor seinen Ländsmännern Mario Cavedagna (G.D.) und Umberto Faraglia (Puch) den Titel in der 175-cm³-Klasse.
- In der Viertelliterklasse setzt sich der Brite Jock Porter auf New Gerrard gegen die beiden Italiener Amedeo Ruggeri (Garanzini-J.A.P.) und Miro Maffeis (Maffeis-Blackburne) durch.
- Bei den 350ern siegt Tazio Nuvolari aus Italien auf Bianchi vor seinen Landsleuten Miro Maffeis (Maffeis-Blackburne) und Eduardo Self (Bianchi).
- In der 500-cm³-Klasse siegt der Einheimische Mario Revelli di Beaumont auf GR-J.A.P. vor seinen Landmännern Pietro Ghersi (Moto Guzzi) und Mario Saetti (Norton).

##### Deutsche Motorrad-Straßenmeisterschaft
- Bei der Deutschen Motorrad-Straßenmeisterschaft werden vom ADAC und vom DMV konkurrierende Titel vergeben.
- Der einzige Deutsche Meister des ADAC wird Arthur Lohse (Schüttoff, 350 cm³).
- Deutsche Meister des DMV werden Hermann Weber (DKW, 175 cm³), Josef Stelzer (BMW, 250 cm³), Arthur Lohse (Schüttoff, 350 cm³), Tramm (unbekannt, 500 cm³), Erich Pätzold (Imperia, 750 cm³), Ernst Islinger (Harley-Davidson, 1000 cm³) und Erich Pätzold / unbekannt (Imperia, Gespanne).

### Radsport
- 16. Mai–7. Juni: Alfredo Binda gewinnt den Giro d’Italia 1925. Im selben Jahr gewinnt er auch die Lombardei-Rundfahrt.

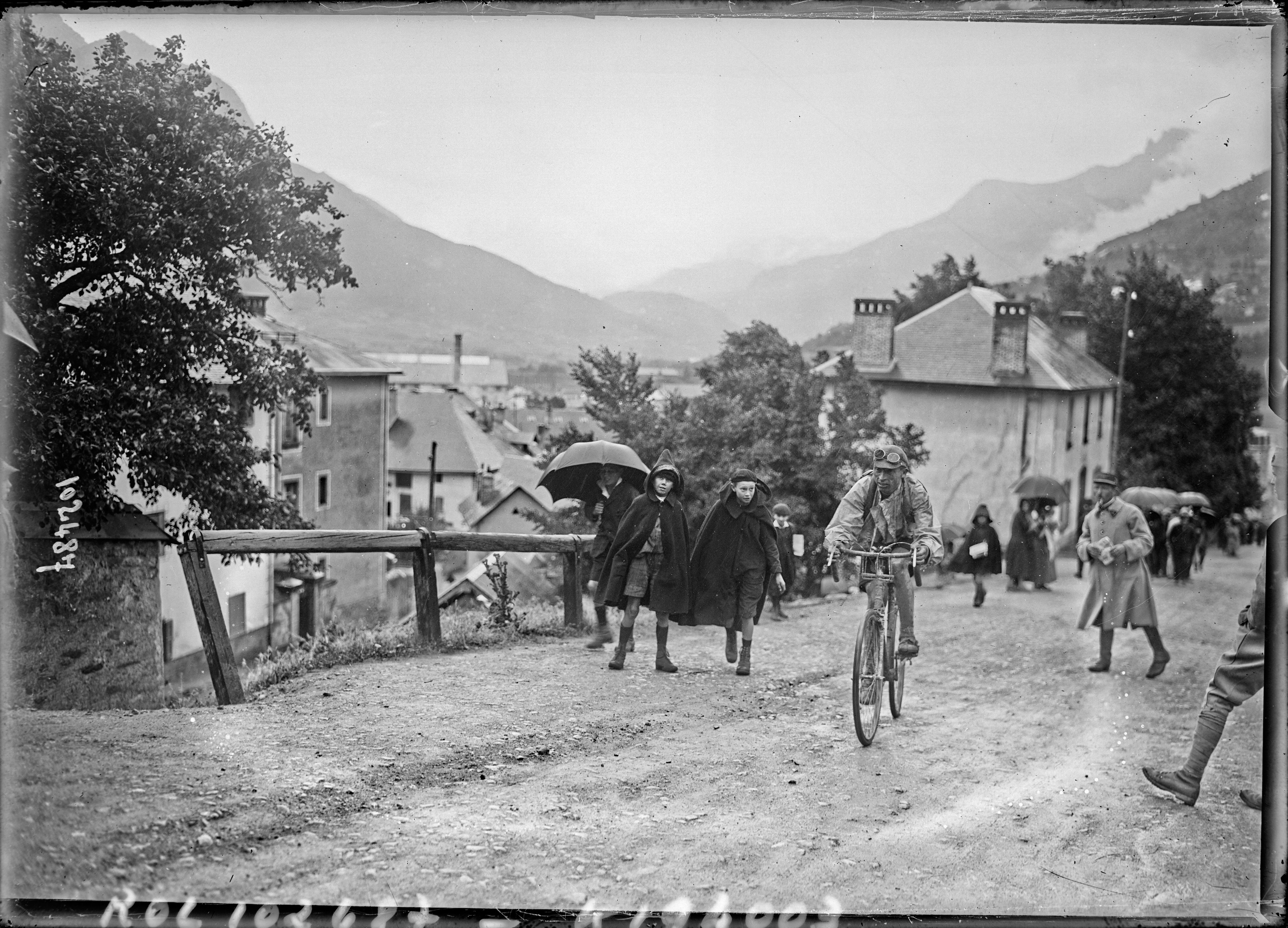
Ottavio Bottecchia bei der Tour de France 1925

- 21. Juni–19. Juli: Ottavio Bottecchia gewinnt wie im Vorjahr die Tour de France 1925.
- 16./23. August: Die Bahnradsport-Weltmeisterschaften 1925 finden in Amsterdam statt.
- 22. August: Die Straßenradsport-Weltmeisterschaften 1925 finden in Appeldoorn statt.

### Ringen
- Dezember: Bei den Ringer-Europameisterschaften 1925 in Mailand wird Ungarn die erfolgreichste Nation.

### Schwimmen
- 11. September: Der schwedische Schwimmer Arne Borg verbessert in Stockholm den Weltrekord über 400 m Freistil auf 4:50,3 min.

### Tennis
- 11. September: Zum sechsten Mal in Folge sichert sich die Mannschaft der USA den Tennis-Davis-Cup.

### Sportanlagen

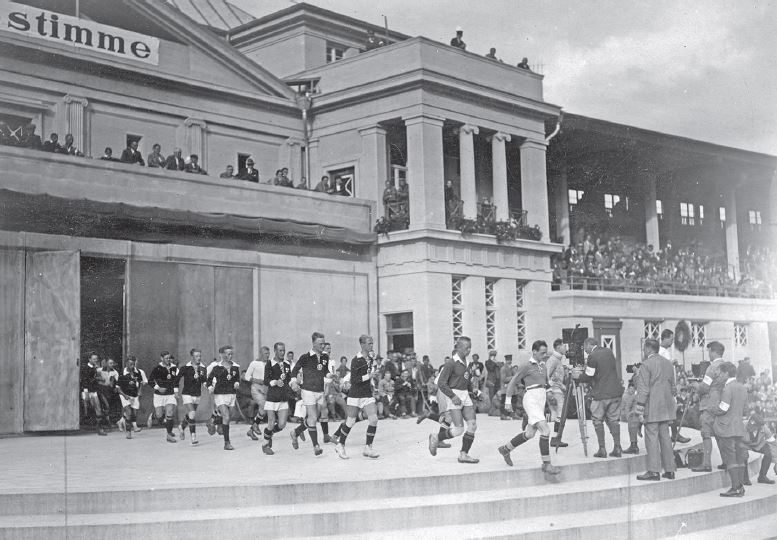
Fußballspiel Deutschland gegen Finnland bei der Arbeiterolympiade 1925: Einlauf der Mannschaften vor der Haupttribüne des Waldstadions

- 21. Mai: In Frankfurt am Main wird nach vierjähriger Bauzeit und Gesamtkosten von 3,7 Millionen Mark das Waldstadion eröffnet, die Eröffnung der Schwimmbahn findet am 5. Juli und der Radrennbahn am 15. September statt. Die Entwürfe stammen von Gartenbaudirektor Max Bromme für die Gesamtanlage und von Stadtbaurat Gustav Schaumann für das Tribünengebäude. Das Stadion hat eine Kapazität von 35.000 Zuschauern. Vom 24. bis 28. Juli findet hier die erste Internationale Arbeiterolympiade statt. 3000 aktive Sportler aus elf Ländern nehmen daran teil.

### Vereinsgründungen
- 1. Januar: Die Fußballabteilung des TSV Hachinger Tal verselbständigt sich als Spielvereinigung Unterhaching.
- 10. März: Der griechische Verein Olympiakos Syndesmos Filathlon Peiraios, aus dem sich Olympiakos Piräus entwickelt, wird gegründet.
- 12. Juni: Der Fußballclub FK Budućnost Podgorica wird gegründet.
- 16. September: Der HC Rotterdam wird gegründet, der inzwischen größte Hockeyclub der Niederlande.

### Wintersport
- 8.–11. Januar: Die Tschechoslowakische Eishockeynationalmannschaft gewinnt souverän die Eishockey-Europameisterschaft 1925 in Prag. Österreich erringt Silber, die Schweiz Bronze.
- 31. Januar–15. Februar: Österreich gewinnt alle drei Goldmedaillen bei den Eiskunstlauf-Weltmeisterschaften 1925 in Davos.
- 7./8. Februar: Der Österreicher Willy Böckl gewinnt die Eiskunstlauf-Europameisterschaft 1925 im Schwarzwald.
- 12.–15. Februar: Die Tschechoslowakei, die ebenso wie Österreich mit zwei Mannschaften antritt, ist die erfolgreichste Nation bei den später als 2. Nordische Skiweltmeisterschaften anerkannten internationalen Rendezvous-Rennen in Johannisbad / Janské Lázně in der Tschechoslowakei.

## Geboren

### Januar
- 04. Januar: Abdollah Mojtabavi, persischer Freistilringer  († 2012)
- 05. Januar: Lou Carnesecca, US-amerikanischer Basketballtrainer († 2024)
- 06. Januar: Nikola Delew, bulgarischer Skilangläufer († 2004)
- 06. Januar: John DeLorean, US-amerikanischer Sportwagenbauer († 2005)
- 06. Januar: Otto Schubiger, Schweizer Eishockeyspieler († 2019)
- 08. Januar: Bernardo Ruiz, spanischer Radrennfahrer († 2025)
- 11. Januar: Theo Allenbach, Schweizer Skisportler († 2004)
- 17. Januar: Isidoro Martínez-Vela, spanischer Schwimmer († 2012)
- 21. Januar: George Connor, US-amerikanischer American-Football-Spieler († 2003)
- 22. Januar: Arthur Meier, liechtensteinischer Skilangläufer († 2016)
- 25. Januar: Gordie Soltau, US-amerikanischer American-Football-Spieler († 2014)
- 29. Januar: Tofiq Bəhramov, sowjetischer Linienrichter († 1993)
- 31. Januar: Micheline Lannoy, belgische Eiskunstläuferin († 2023)

### Februar
- 02. Februar: Raimondo D’Inzeo, italienischer Springreiter († 2013)
- 02. Februar: Helge Hansen, dänischer Radrennfahrer († 2008)
- 02. Februar: Julio César León, venezolanischer Radrennfahrer († 2025)
- 05. Februar: Annelore Zückert, österreichische Skirennläuferin († 2009)
- 18. Februar: Resi Hammerer, österreichische Skirennläuferin († 2010)
- 25. Februar: Horst Ueberhorst, deutscher Sportwissenschaftler († 2010)
- 27. Februar: Egidius Braun, Präsident des Deutschen Fußball-Bundes († 2022)
- 27. Februar: Hans Fauser, deutscher Fußballspieler
- 28. Februar: Josef Röhrig, deutscher Fußballspieler († 2014)

### März
- 02. März: Efim Geller, sowjetischer Schachspieler († 1998)
- 03. März: Axel Schandorff, dänischer Radrennfahrer († 2016)
- 09. März: Mahmoud Fayad, ägyptischer Gewichtheber († 2002)
- 12. März: Louison Bobet, französischer Radrennfahrer († 1983)
- 14. März: Alexei Guryschew, sowjetischer Eishockeyspieler († 1983)
- 14. März: Bernhard Vossebein, deutscher Tischtennisspieler († 2021)
- 17. März: Willi Steffen, Schweizer Fußballspieler († 2005)
- 20. März: Olavi Talja, finnischer Leichtathlet († 1994)
- 21. März: Hugo Koblet, Schweizer Radrennfahrer († 1964)
- 24. März: Hans Faber, deutscher Fußballspieler († 2000)
- 25. März: Don Freeland, US-amerikanischer Automobilrennfahrer († 2007)
- 26. März: Daniel Abraham Yanofsky, kanadischer Schachspieler († 2000)
- 28. März: Herman Kunnen, belgischer Leichtathlet († 2001)
- 31. März: Fritz Cron, deutscher Motorradrennfahrer († 2017)

### April
- 03. April: Josef Kamper, österreichischer Motorradrennfahrer († 1984)
- 04. April: Dettmar Cramer, deutscher Fußballspieler und Trainer († 2015)
- 05. April: Pierre Nihant, belgischer Radrennfahrer († 1993)
- 07. April: Jos De Beuckelaere, belgischer Radrennfahrer († 1969)
- 08. April: Tage Henriksen, dänischer Ruderer († 2016)
- 12. April: Constantino Miranda, spanischer Leichtathlet († 1999)
- 18. April: Marcus Schmuck, österreichischer Bergsteiger († 2005)
- 20. April: Italo Acconcia, italienischer Fußballspieler († 1983)
- 20. April: Ernie Stautner, US-amerikanischer American-Football-Spieler und -Trainer († 2006)
- 21. April: Alfred Kelbassa, deutscher Fußballspieler († 1988)
- 24. April: Horst Sockoll, deutscher Fußballspieler und -trainer († 2003)

### Mai
- 01. Mai: Chuck Bednarik, US-amerikanischer American-Football-Spieler († 2015)
- 10. Mai: Néstor Raúl Rossi, argentinischer Fußballspieler und -trainer († 2007)
- 11. Mai: Fernando Alloni, italienischer Eisschnellläufer († 2015)
- 11. Mai: Max Morlock, deutscher Fußballspieler († 1994)
- 12. Mai: Yogi Berra, US-amerikanischer Baseballspieler und Manager († 2015)
- 14. Mai: Ninian Sanderson, britischer Automobilrennfahrer († 1985)
- 16. Mai: Nílton Santos, brasilianischer Fußballspieler († 2013)
- 23. Mai: Joseph James, US-amerikanischer Automobilrennfahrer († 1952)
- 24. Mai: Carlo Annovazzi, italienischer Fußballspieler († 1980)
- 24. Mai: Günter Brocker, deutscher Fußballtrainer († 2015)

### Juni
- 05. Juni: Art Donovan, US-amerikanischer American-Football-Spieler († 2013)
- 12. Juni: Raphaël Géminiani, französischer Radsportler
- 12. Juni: Henri-André Laperrière, kanadischer Eishockeyspieler († 2015)
- 14. Juni: Jean-Louis Rosier, französischer Automobilrennfahrer († 2011)
- 16. Juni: Sven Ingvar Agge, schwedischer Biathlet († 2005)
- 18. Juni: Hilary Skarżyński, polnischer Eishockeyspieler († 1987)
- 20. Juni: Doris Hart, US-amerikanische Tennisspielerin († 2015)
- 26. Juni: Virgilio Maroso, italienischer Fußballspieler († 1949)
- 26. Juni: Wolfgang Unzicker, deutscher Schachspieler († 2006)
- 29. Juni: Wladimir Pawlowitsch Sagorowski, sowjetischer Schachspieler († 1994)

### Juli
- 08. Juli: Lies Bonnier, niederländische Schwimmerin
- 11. Juli: Georges Schneider, Schweizer Skirennfahrer († 1963)
- 16. Juli: Johann Adamik, deutscher Fußballspieler († 2005)
- 18. Juli: Fritze Carstensen, dänische Schwimmerin († 2005)
- 18. Juli: Shirley Strickland de la Hunty, australische Leichtathletin und Olympiasiegerin († 2004)
- 19. Juli: Michael Pfeiffer, deutscher Fußballspieler († 2018)
- 20. Juli: John Prchlik, US-amerikanischer American-Football-Spieler († 2003)
- 23. Juli: Pierre Baugniet, belgischer Eiskunstläufer († 1981)
- 28. Juli: Bruno Pesaola, argentinisch-italienischer Fußballspieler und -trainer († 2015)
- 28. Juli: Juan Schiaffino, uruguayisch-italienischer Fußballspieler († 2002)
- 29. Juli: Ted Lindsay, kanadischer Eishockeyspieler († 2019)
- 30. Juli: Finn Pedersen, dänischer Ruderer († 2012)

### August
- 08. August: Woodie Wilson, US-amerikanischer Automobilrennfahrer († 1994)
- 09. August: Lenard Sutton, US-amerikanischer Automobilrennfahrer († 2006)
- 13. August: Lauri Vilkko, finnischer Penthathlet († 2017)
- 25. August: Ferenc Hemrik, ungarischer Skispringer († 2007)
- 26. August: Bobby Ball, US-amerikanischer Automobilrennfahrer († 1954)
- 26. August: Gonzalo Domínguez, chilenischer Skirennläufer

### September
- 13. September: Fernand Leemans, belgischer Eiskunstläufer († 2004)
- 15. September: Wally Halder, kanadischer Eishockeyspieler († 1994)
- 15. September: Robert Hoernschemeyer, US-amerikanischer American-Football-Spieler († 1980)
- 20. September: Heinz Wackers, deutscher Eishockey-Torwart († 2012)
- 28. September: Ib Storm Larsen, dänischer Ruderer († 1991)

### Oktober
- 01. Oktober: José Beyaert, französischer Radsportler († 2005)
- 02. Oktober: Paul Goldsmith, US-amerikanischer Motorrad- und Automobilrennfahrer († 2024)
- 03. Oktober: George Acquaah, ghanaischer Leichtathlet († 1963)
- 05. Oktober: Erkki Koskinen, finnischer Radrennfahrer († 2009)
- 16. Oktober: Egon Schöpf, österreichischer Skirennläufer
- 17. Oktober: Aleksandar Zorić, jugoslawischer Radrennfahrer († 2000)
- 18. Oktober: Helmut Beyer, deutscher Fußball-Funktionär († 2011)
- 20. Oktober: John McGarrity, schottischer Fußballtorhüter († 2006)
- 23. Oktober: Jochen Müller, deutscher Fußballspieler († 1985)

### November
- 01. November: Fritz Laband, deutscher Fußballspieler († 1982)
- 02. November: Gretchen Merrill, US-amerikanische Eiskunstläuferin († 1965)
- 05. November: Egon Matt, liechtensteinischer Skilangläufer († 2004)
- 20. November: Manlio Scopigno, italienischer Fußballspieler und -trainer († 1993)
- 28. November: József Bozsik, ungarischer Fußballspieler und Fußballtrainer († 1978)
- 29. November: Ernst Happel, österreichischer Fußballspieler und -trainer († 1992)

### Dezember
- 01. Dezember: Rudi Kossack, deutscher Fußballspieler
- 04. Dezember: Sauro Tomà, italienischer Fußballspieler († 2018)
- 05. Dezember: Henri Oreiller, französischer Skirennläufer († 1962)
- 06. Dezember: Andy Robustelli, US-amerikanischer American-Football-Spieler († 2011)
- 07. Dezember: Max Zaslofsky, US-amerikanischer Basketballspieler († 1985)
- 08. Dezember: Anne-Marie Colchen, französische Leichtathletin und Basketballspielerin († 2017)
- 15. Dezember: Jacques Marinelli, französischer Radrennfahrer († 2025)
- 17. Dezember: Dieter von Landsberg-Velen, deutscher Sportfunktionär († 2012)
- 18. Dezember: Přemysl Hainý, tschechoslowakischer Eishockeyspieler und -trainer († 1993)
- 25. Dezember: Hernán Oelckers, chilenischer Skirennläufer († 2008)
- 25. Dezember: Ossi Reichert, deutsche Skirennläuferin, Olympiasiegerin im Riesenslalom († 2006)
- 26. Dezember: Georg Buschner, Trainer der Fußballnationalmannschaft der DDR († 2007)
- 27. Dezember: Heinz Ulzheimer, deutscher Leichtathlet († 2016)
- 29. Dezember: Jay Chamberlain, US-amerikanischer Automobilrennfahrer († 2001)

### Datum unbekannt
- Manuel Enciso, mexikanischer Fußballspieler († 2013)

## Gestorben

### Todesdatum gesichert
- 08. Januar: Fernand Sanz, französischer Bahnradsportler (* 1878)

- 23. Februar: Samuel Berger, US-amerikanischer Boxer (* 1884)
- 24. Februar: John Hendrickson, US-amerikanischer Sportschütze (* 1872)
- 28. Februar: Imre Rokken (1903–1925), ungarischer Fußballspieler (* 1903)

- 04. März: Roger de Barbarin, französischer Sportschütze (* 1860)
- 07. März: Arvid Knöppel, schwedischer Sportschütze (* 1867)
- 10. März: Meyer Prinstein, US-amerikanischer Leichtathlet (* 1878)

- 01. April: Lars Jørgen Madsen, dänischer Sportschütze (* 1871)
- 06. April: Guido Mentasti, italienischer Motorradrennfahrer (* 1897)

- 12. Juni: Richard Teichmann, deutscher Schachmeister (* 1868)
- 27. Juni: Jakab Kauser, ungarischer Stabhochspringer (* 1878)

- 11. Juli: Isacco Mariani, italienischer Motorradrennfahrer (* 1892)
- 20. Juli: René Thomas, französischer Sportschütze (* 1865)
- 26. Juli: Antonio Ascari, italienischer Automobilrennfahrer (* 1888)

- 09. August: John Jellico, britischer Segler (* 1856)

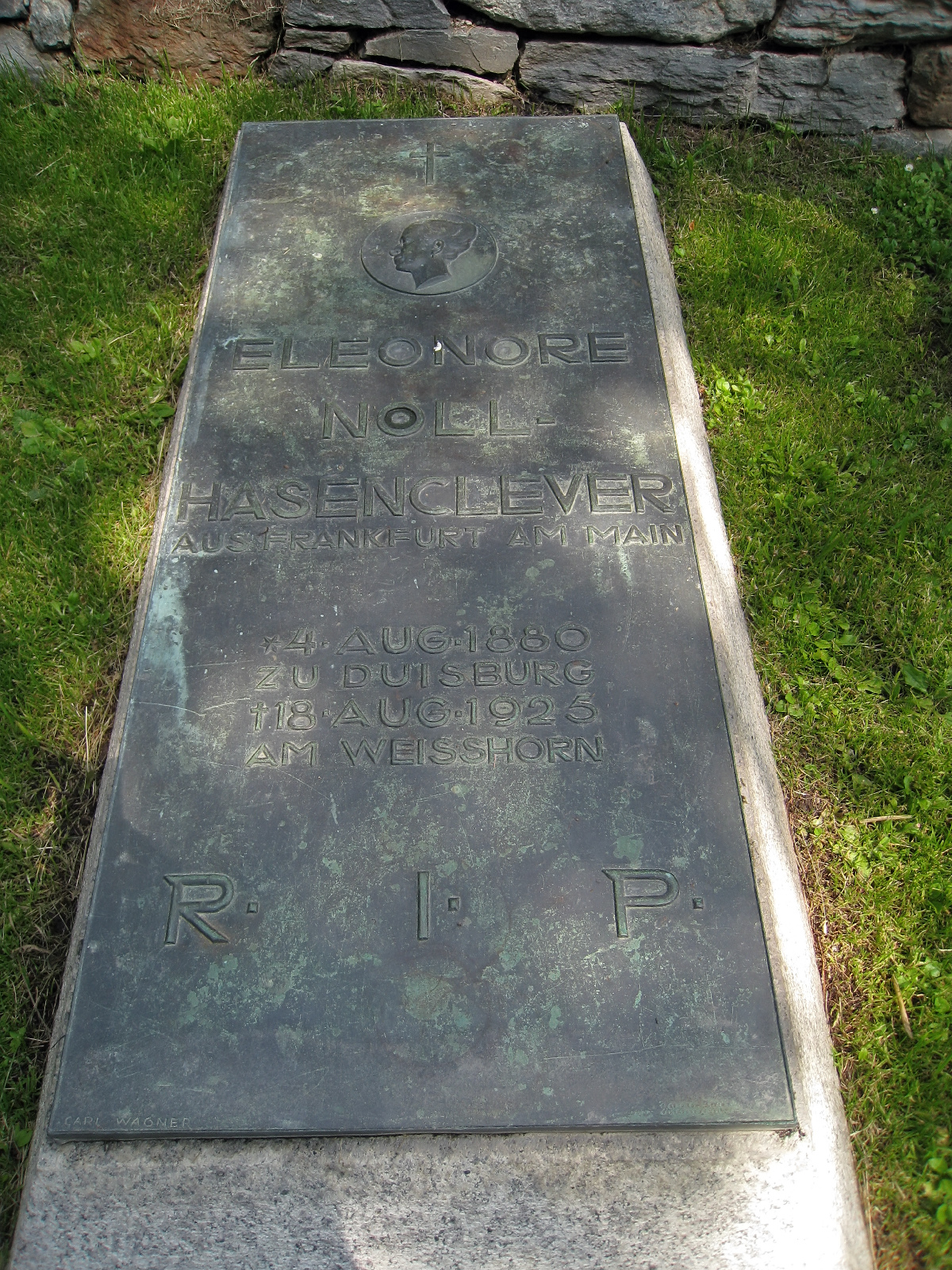
Grab von Eleonore Noll-Hasenclever

- 18. August: Eleonore Noll-Hasenclever, deutsche Bergsteigerin (* 1880)

- 19. September: Paul Torchy, französischer Automobilrennfahrer (* 1897)
- 26. September: Emilio Lunghi, italienischer Mittelstreckenläufer und Sprinter (* 1887)

- 01. Oktober: Howard Taylor, britischer Segler (* 1861)
- 06. Oktober: René Hanriot, französischer Automobilrennfahrer und Flugpionier (* 1867)
- 14. Oktober: Eugen Sandow, Begründer des modernen Bodybuildings (* 1867)

- 11. Dezember: Julian Michaux, russischer Fechter (* 1867)
- 16. Dezember: William Barnes, kanadischer Sportschütze (* 1876)
- 16. Dezember: Maurice Lecoq, französischer Sportschütze (* 1854)

### Genaues Todesdatum unbekannt
- Edmundo Acebedo, uruguayischer Fußballspieler (* unbekannt)
- Nino Castelli, italienischer Skispringer und Ruderer (* 1898)